# Limba xhosa
Limba xhosa (nume nativ isiXhosa; pronunțat isikǁʰóːsa) este o limbă bantu de tip nguni vorbită în Africa de Sud și Lesotho. Este una dintre limbile oficiale ale Africii de Sud și ale statului Zimbabwe.